# Boletina antarctica
Boletina antarctica är en tvåvingeart som först beskrevs av Jacques-Marie-Frangile Bigot 1888.  Boletina antarctica ingår i släktet Boletina och familjen svampmyggor. Inga underarter finns listade i Catalogue of Life.